# Sebastian Gramss
Sebastian Gramss (Wilhelmshaven, 13 juli 1966) is een Duitse contrabassist, cellist en componist in de hedendaagse muziek. In 2013 won hij een ECHO-prijs.

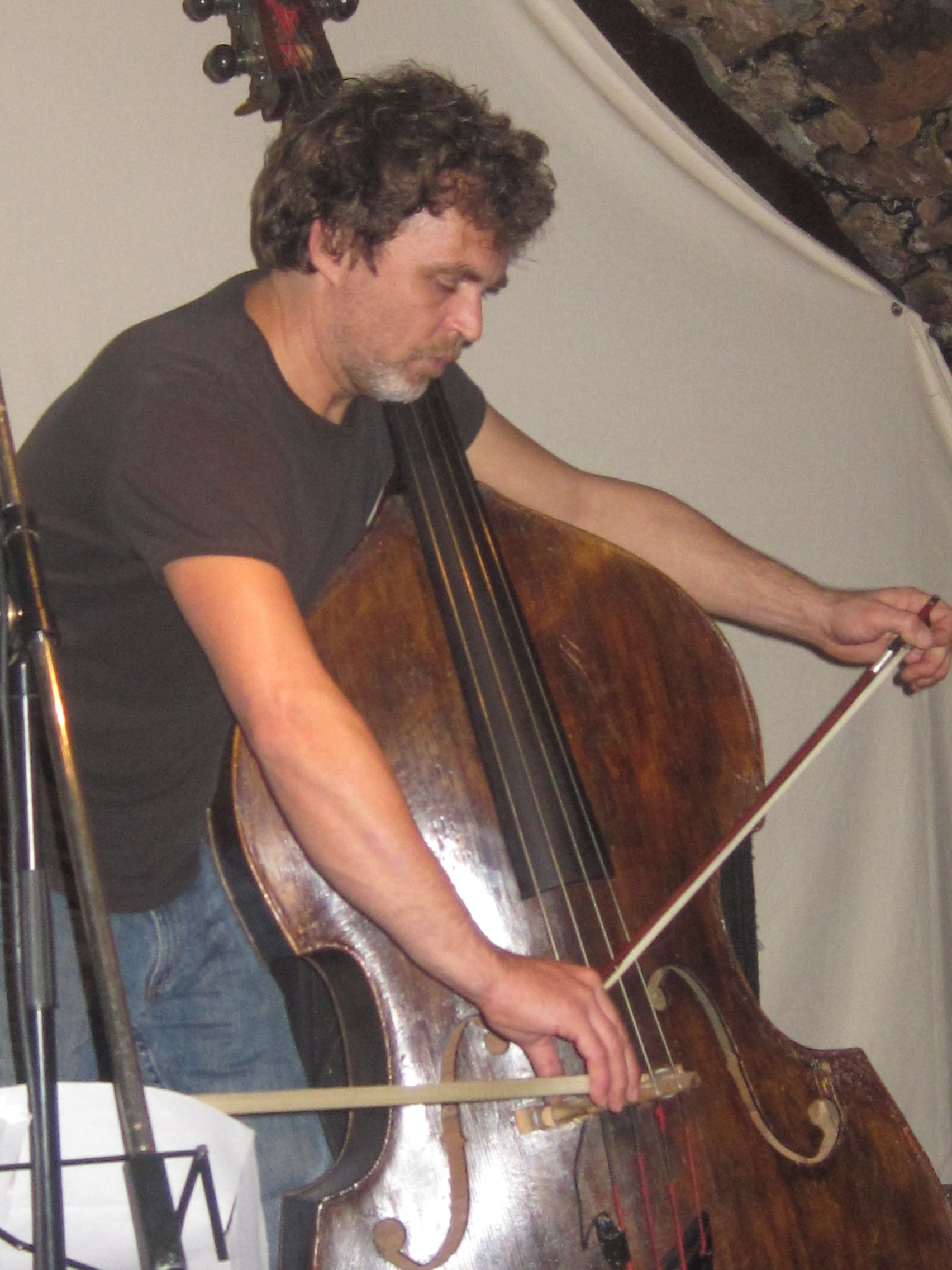
Sebastian Gramss (2014)

## Biografie
Gramss had les bij Ulrich Lau en studeerde contrabas en compositie aan het conservatorium van Amsterdam en aan het conservatorium in Keulen. Sinds 1988 is hij actief als componist voor verschillende ensembles. Tevens schreef hij muziek voor talrijke hoorspelen en films, alsook voor het theater. Sinds mei 2009 is hij docent voor ensemble/improvisatie en contrabass aan de Hochschule für Musik und Tanz Keulen en aan het Institut für Musik Osnabrück.
In 1993 richtte Gramss met gitarist Frank Wingold, saxofonist Lömsch Lehmann, drummer Dirk-Peter Kölsch en trombonist Nils Wogram de groep Underkarl op. Tevens speelt hij regelmatig als bandlid met de groepen OIRTRIO (met Frank Gratkowski en Tatsuya Nakatani), Fossile3 (met Rudi Mahall), Multiple Joy(ce) Orchestra, Scott Fields Freetett, Multibass Orchestra, Knom.T en Das mollsche Gesetz. Als instrumentalist werkt hij met musici uit de nieuwe muziek, de geïmproviseerde muziek en de jazz samen, onder andere met Marilyn Crispell, Fred Frith, Tom Cora, Elliott Sharp, Peter Kowald, Taylor Ho Bynum, Zeena Parkins, Peter Brötzmann, Robert Dick, Karl Berger, Axel Dörner, Hannes Bauer, Heinz von Cramer, Terry Jenoure en Marjana Sadowska. De laatste jaren begon hij meerdere contrabasgroepen en het 50-koppige orkest Bassmasse.
Als solocellist werkte Gramss mee aan de theaterproducties Klara’s Verhältnisse (regie: Beat Fäh) en Picasso (regie: Hans Kresnik). Hij schreef muziek voor onder meer Pina Bausch.

## Prijzen en onderscheidingen
Gramss was een prijswinnaar bij Jugend musiziert en kreeg in 2013 (als contrabassist) een ECHO Jazz.

## Discografie (selectie)
- The Remedy, met Tom Cora, Peter Kowald, Axel Dörner e.a. (JazzHausMusik, 1993)
- Underkarl – 20th Century Jazz Cover (Tcb, 1996)
- Underkarl – Jazzessence (Tcb, 1999)
- Underkarl – Maraton (Scat, 2001)
- Underkarl – Second Brain en Freemix (Second Brain Revisited) (Enja, 2003)
- Terry Jenoure / Helios String Quartet / Sebastian Gramss – Looks Like Me (Free Elephant, 2006)
- Underkarl – Goldberg (Enja, 2007)
- oirTrio – Kanata (Nottwo, 2008, met Frank Gratkowski en Tatsuya Nakatani)
- Das Mollsche Gesetz – Catalogue of Improvisation (WERGO, 2008)
- Fossile3 – Chomics (Konnex, 2010, met Rudi Mahall, Etienne Nillesen)
- Sebastian Gramss / Frank Gratkowski / Alexei Lapin / Helen Bledsoe – Unplugged Mind (Leo, 2009)
- Leonhard Huhn / Sebastian Gramss – Duke Ellington's Far East Suite (fixcel, 2011)
- Marilyn Crispell / Erwin Ditzner / Sebastian Gramss – Free Flight (fixcel, 2011)
- Underkarl – Homo Ludens (Rent a Dog, 2012)
- Atopie, solo (JazzHausMusik, 2012)
- 78 RPM, Fossile 3 (gligg Records 2013)
- Bassmasse / Schwarm, Kontrabassorchester (gligg Records 2013)

## Hoorspel- en filmmuziek (selectie)
- Gods First Draft, hoorspel, 1989
- Thoreau, hoorspel, 1991
- Elvis, hoorspel, 1994
- Underkarls Travels, hoorspel, 1999
- 040, filmmuziek, (Arte) 2000
- Himmelsbraut, filmmuziek, (SWR) 2000
- Damenwahl, hoorspel (regie: Heinz von Cramer), 2001
- Schaum der Tage, hoorspel, 2002
- Agonie, hoorspel, 2006
- Belli, (regie: Heinz von Cramer), 2007
- Hebdomeros, hoorspel (Regie: Heinz von Cramer), 2007